# Погорілий Юрій Вікторович
Ю́рій Ві́кторович Погорі́лий (нар. 2 березня 1976, м. Мерефа, Харківська область, Українська РСР, СРСР — пом. 8 серпня 2022, Україна) — український військовий льотчик, полковник Повітряних сил Збройних сил України, учасник російсько-української війни.

## Життєпис
Народився 2 березня 1976 року в м. Мерефі на Харківщині.
В 1993 році закінчив мереф'янську школу № 1.
З 1993 по 1997 рік навчався у Харківському інституті льотчиків.
Станом на 2011 рік — підполковник, військову службу проходив у 299 бригаді тактичної авіації ПвК «Південь».
Мешкав і працював у м. Івано-Франківську. З 2015 по 2018 рік очолював 114 бригаду тактичної авіації.
З 2018 по 2022 рік керував відділом підготовки військових частин авіації у Командуванні Повітряних Сил м. Вінниця.
8 серпня 2022 року загинув в небі Вінничини.
Похований 15 серпня 2022 року на Алеї слави у с. Чукалівці на Івано-Франківщині.
Залишилися дружина та дві доньки.

## Нагороди
- орден Богдана Хмельницького II ступеня (6 липня 2022) — за особисту мужність і самовіддані дії, виявлені у захисті державного суверенітету та територіальної цілісності України, вірність військовій присязі[5];
- орден Богдана Хмельницького III ступеня (31 жовтня 2014) — за особисту мужність і героїзм, виявлені у захисті державного суверенітету та територіальної цілісності України, вірність військовій присязі під час російсько-української війни[6];
- медаль «За військову службу Україні» (15 квітня 2022) — за особисту мужність і самовіддані дії, виявлені у захисті державного суверенітету та територіальної цілісності України, вірність військовій присязі[7];
- медаль «Захиснику Вітчизни» (17 серпня 2022, посмертно) — за особисту мужність і самовіддані дії, виявлені у захисті державного суверенітету та територіальної цілісності України, вірність військовій присязі[8].